# Bains-sur-Oust
Bains-sur-Oust (bret. Baen-Ballon) – miejscowość i gmina we Francji, w regionie Bretania, w departamencie Ille-et-Vilaine.
Według danych na rok 1990 gminę zamieszkiwało 2815 osób, a gęstość zaludnienia wynosiła 63 osoby/km² (wśród 1269 gmin Bretanii Bains-sur-Oust plasuje się na 202. miejscu pod względem liczby ludności, natomiast pod względem powierzchni na miejscu 101.).